# Maverick Rowan
Maverick Lewis Rowan (Fort Lauderdale, 14 giugno 1996) è un cestista statunitense.
È figlio di Ron Rowan, ex cestista professionista con un lungo passato nel campionato italiano nonché presidente del Pistoia Basket 2000 a partire dall'aprile 2024.